# Štedrica
Štedrica is een plaats in de gemeente Dubrovačko Primorje in de Kroatische provincie Dubrovnik-Neretva. De plaats telt 61 inwoners (2001).